# Bulbstäv

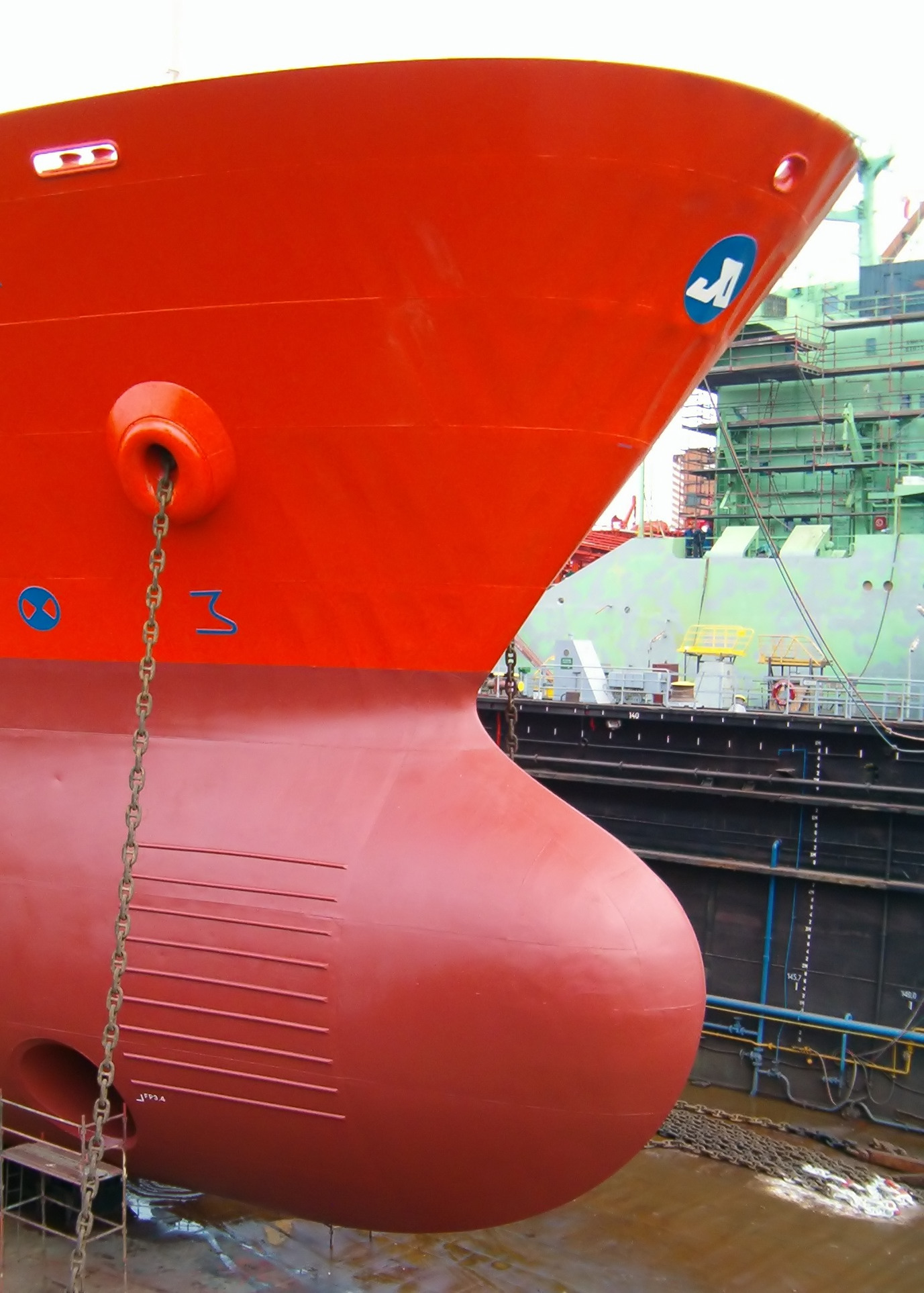
Bulbstäv på ett fartyg

Bulbstäv är en köl utrustad med så kallad bulb, en strömlinjeformad utbuktning av stäven som sitter längst fram på fartyget vilket skapar ett vågsystem som skall minska fartygets egna vågsystem. 
Amiral David W Taylor (1864–1940) vid den amerikanska marinen gjorde systematiska försök från 1898 i en 117 meter lång släptank. Taylor fann att en stävbulb hade positiv inverkan på motståndet av skeppsmodellers skrov när dessa drogs genom vatten. 
Det första fartyget med en bulbstäv var USS Delaware (BB-28). Även de europeiska krigsfartygen byggdes med en bulb, senare anammad även av den civila skeppsbyggnaden. Tekniken utvecklades och användes år 1929 vid byggandet de båda tyska atlantkryssarna Bremen och Europa. Dessa båda fartyg slog hastighetsrekord med en dittills högsta hastighet och erhöll Atlantens blå band var för sig.

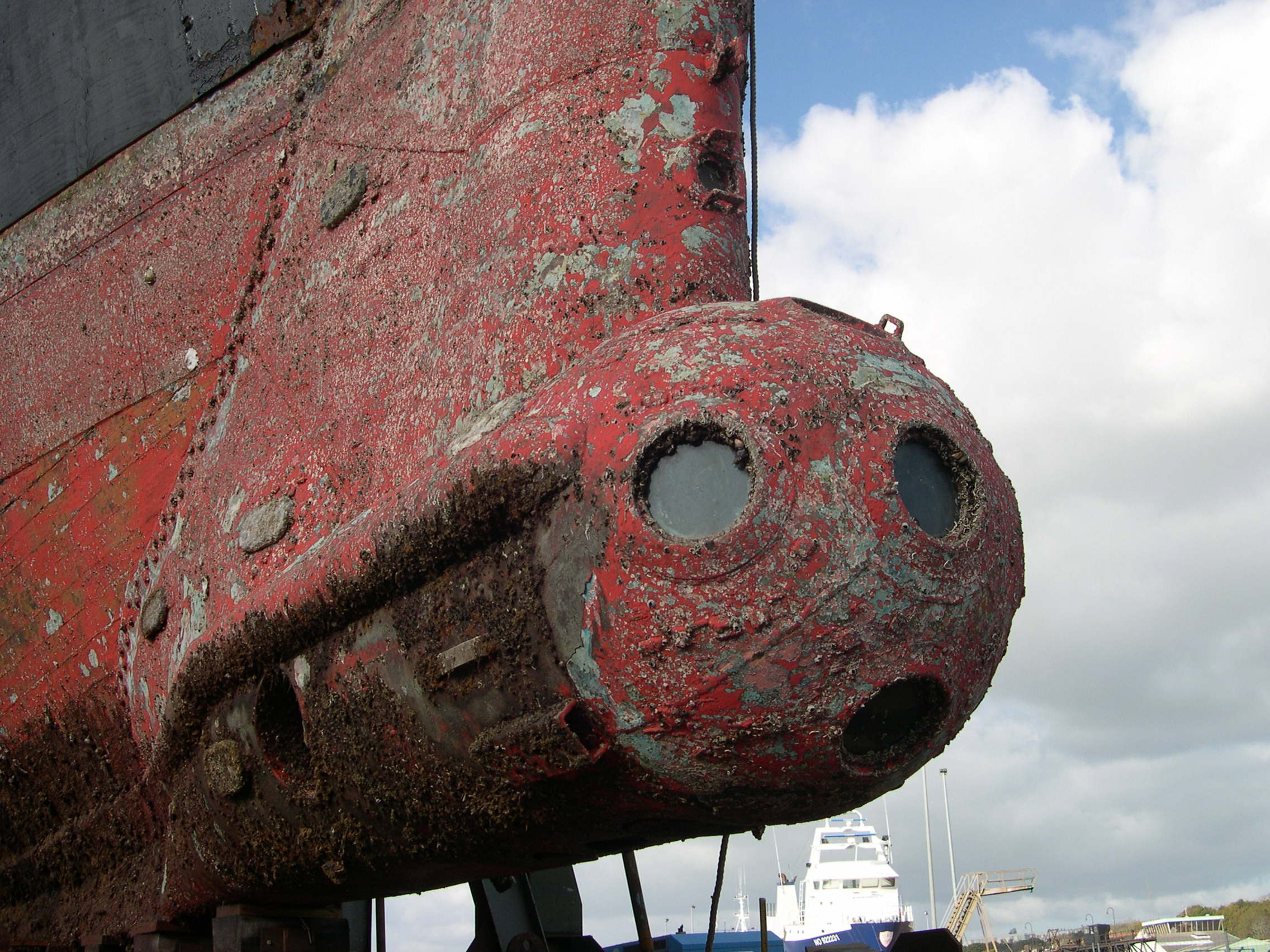
Fönster på Calypsos bulbstäv för observationer under vatten.